# Nederlandse Exclusieve Economische Zone

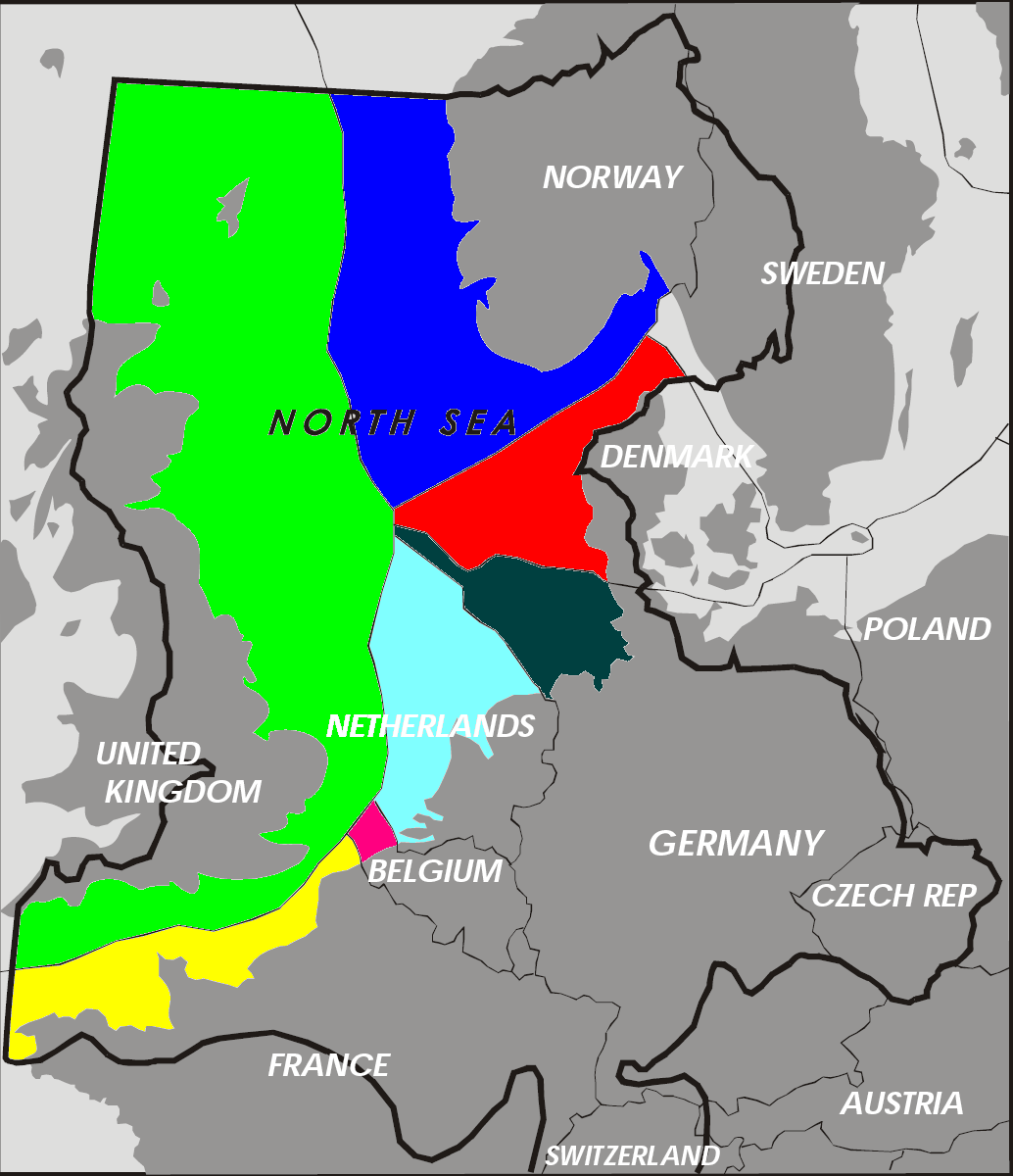
Exclusieve economische zones in de Noordzee en het stroomgebied van de rivieren die in de Noordzee uitmonden. De Nederlandse Exclusieve Economische Zone is aangeduid in het lichtblauw.

De Nederlandse Exclusieve Economische Zone is de Exclusieve Economische Zone (EEZ) van Nederland: dat deel van de kustwateren, buiten de territoriale zone, waar Nederland rechten claimt, tot maximaal 200 zeemijlen (370,4 km) uit de kust, gerekend vanaf de laagwaterlijn en met inachtneming van de beperkingen die het volkenrecht oplegt. Nederland heeft zowel een EEZ in Europa als rondom de BES-eilanden in de Caraïbische Zee.

## Juridische basis
Volgens artikel 3 uit de Rijkswet van 27 mei 1999 tot instelling van een exclusieve economische zone van het Koninkrijk (Rijkswet instelling exclusieve economische zone):

a.    soevereine rechten ten behoeve van de exploratie en exploitatie, het behoud en het beheer van de levende en niet-levende natuurlijke rijkdommen van de wateren boven de zeebodem en van de zeebodem en de ondergrond daarvan, en met betrekking tot andere activiteiten voor de economische exploitatie en exploratie van de zone, zoals de opwekking van energie uit het water, de stromen en de winden;

b.    rechtsmacht ten aanzien van de bouw en het gebruik van kunstmatige eilanden, installaties en inrichtingen, het wetenschappelijk zeeonderzoek en de bescherming en het behoud van het mariene milieu.

Merk op dat het scheepvaartverkeer binnen deze wateren vrij is, als bevindt zij zich op de hoge zee. Er gelden echter wel beperkingen t.a.v. milieuwetgeving.
Voorbeelden van het exploiteren van de natuurlijke rijkdommen zijn visserij, het boren en winnen van olie en aardgas, het opwekken van energie door bijvoorbeeld windturbines.

## Geografie

### Europees Nederland
| L1  | L2  | L3  |
| L4  | L5  | L6  |
| L7  | L8  | L9  |
| L10 | L11 | L12 |
| L13 | L14 | L15 |
| L16 | L17 | L18 |

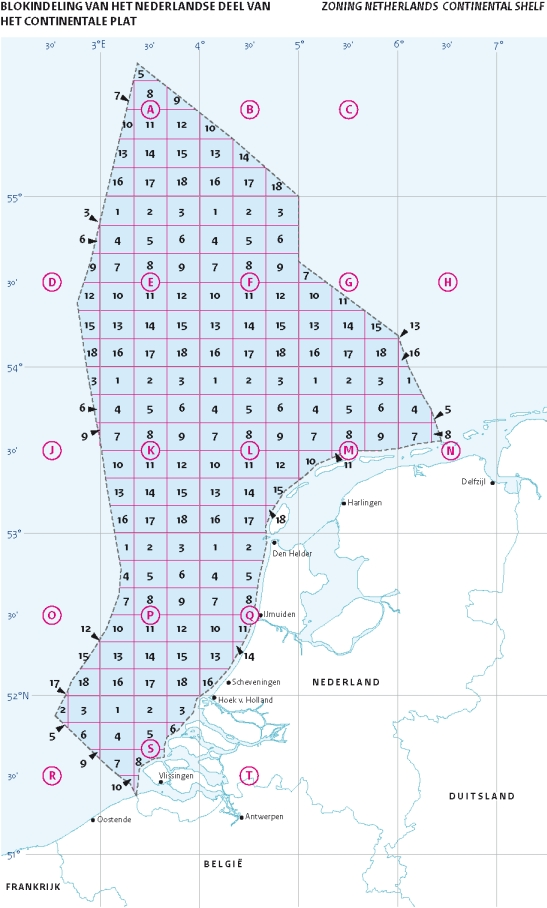
blokindeling van de NEEZ op de Noordzee

In 1958 werd tijdens UNCLOS I het Verdrag inzake het continentale plateau (tegenwoordig onderdeel van het VN-zeerechtverdrag) afgesloten. In 1964 trad het in werking, zodat het continentaal plat van de Noordzee verdeeld werd tussen de aangrenzende landen. De huidige bepalingen zijn tot stand gekomen per 27 mei 1999 door middel van de Rijkswet, met aanvullend het Besluit van 13 maart 2000, houdende vaststelling van de grenzen van de exclusieve economische zone van Nederland en tot inwerkingtreding van de Rijkswet instelling exclusieve economische zone (Besluit grenzen Nederlandse exclusieve economische zone).  De afstand van 200 mijl kan in de Noordzee voor de Nederlandse kust nergens worden bereikt, gelet op de breedte van de zee en de rechten van buurstaten. Het besluit bepaalt dat de buitengrens samenvalt met die van het aan Nederland toekomende deel van het continentaal plat.
Het gebied is ongeveer 57.000 vierkante kilometer groot; dit staat gelijk aan ongeveer anderhalf keer het landoppervlak van Nederland. Europees Nederland kent geen aansluitende zone.

#### Indeling
De zone is opgedeeld in blokken van één lengtegraad bij één breedtegraad (volgens datum ED50) die aangeduid worden met een letter. Deze blokken zijn elk weer onderverdeeld in 18 vakken van 20 lengteminuten bij 10 breedteminuten. De grootte van een vak in noord-zuidrichting is hiermee altijd 10 zeemijl; omdat de breedtecirkels niet allemaal even groot zijn is de oost-westgrootte variabel. De blokaanduiding wordt onder andere gebruikt om offshoreinstallaties aan te duiden, zo is bijvoorbeeld L9-FF-1 een productieplatform waar een weerstation te vinden is en bevinden zich windparken in Q7 en Q8, buitengaats bij Egmond aan Zee.
De indeling in letterblokken is gemeenschappelijk met de Duitse zone, zodat een aantal letters niet voorkomt in de Nederlandse zone.

### Caribisch Nederland
Op 10 oktober 2010 werden de Nederlandse Antillen opgeheven en gingen Saba, Sint Eustatius en Bonaire deel uitmaken van het Nederlandse staatsbestel. Rondom deze zogeheten BES-eilanden werd een EEZ van 200 zeemijl ingesteld (voor zover deze niet de wateren van omringende staten zou overlappen). In dit gebied ligt het grootste deel van de ecologisch zeer waardevolle Sababank, die door de instelling van de EEZ beter beschermd kan worden dan voorheen. In tegenstelling tot Europees Nederland kent Caraïbisch Nederland wel een aansluitende zone.

#### Indeling

Exclusieve Economische Zone van het Koninkrijk der Nederlanden in de Caraïbische Zee

Het Koninkrijk der Nederlanden heeft in de Caraïbische Zee twee van elkaar gescheiden maritieme gebieden. Rondom de ABC-eilanden Aruba, Bonaire en Curaçao zijn een territoriale zee, een aansluitende zone en een EEZ ingesteld, die naar het noorden doorlopen tot de EEZ van de Dominicaanse Republiek en in het zuiden grenzen aan Venezolaanse wateren. Het oostelijke deel hiervan behoort tot het Nederlandse eiland Bonaire.
Rondom Saba, Sint Eustatius en Sint Maarten is de situatie meer gecompliceerd. De zones van het Koninkrijk grenzen hier aan die van Frankrijk (het Franse deel van Sint Maarten en Saint-Barthélemy), Saint Kitts en Nevis, het Verenigd Koninkrijk (Anguilla), Venezuela (Isla de Aves) en de Verenigde Staten (Amerikaanse Maagdeneilanden). De Nederlandse eilanden Saba en Sint Eustatius hebben een territoriale zee rondom de eilanden, waarbij de omvang van die van Sint Eustatius in het oosten wordt beperkt door de territoriale zee van het nabije Saint Kitts en Nevis. Afgezien van minieme stukken ten noorden van deze twee eilanden, is er alleen ten zuidwesten en westen een aansluitende zone en een EEZ. Het autonome land Sint Maarten heeft op een minieme aansluitende zone na alleen een territoriale zee.